# Plataforma per la Llengua
Plataforma per la Llengua (Piattaforma per la lingua) è un'organizzazione non governativa spagnola. È stata fondata nella regione della Catalogna nel 1993, con la funzione di garantire la piena presenza del catalano in tutto il territorio catalanofono (Països Catalans). L'obiettivo della stessa organizzazione è quello di promuovere la lingua come strumento di coesione sociale, dando vita ad un tipo di attività  definita di carattere trasversale poiché si occupa di studiare le prestazioni della lingua catalana nelle sue più varie dimensioni. Partendo infatti da una prospettiva socioeconomica ed audiovisiva, si propone di analizzare l'utilizzo della stessa anche all'interno delle università, del processo formativo in generale e della pubblica amministrazione, osservando infine l'impatto e la relazione che i nuovi immigranti intrattengono con la lingua minoritaria.
Grazie ai numerosi successi raggiunti nell'arco della sua attività, l'organizzazione ha ottenuto vari riconoscimenti come per esempio il Premio Nazionale di Cultura 2008 per la proiezione sociale della lingua catalana, assegnato dal Governo di Catalogna.

## Membri

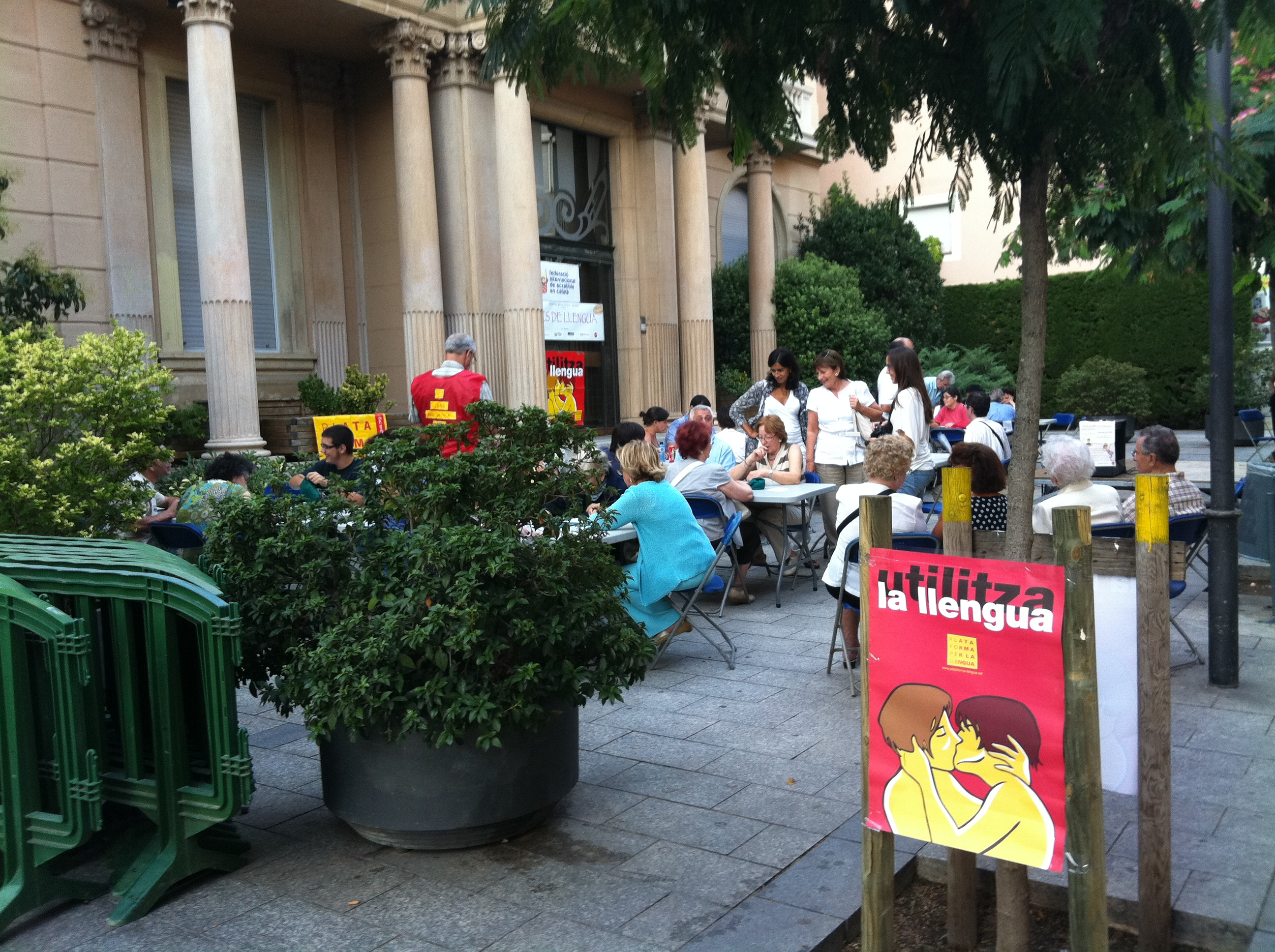
Sabadell, 2011.

La Piattaforma è costituita da un consiglio consultivo formato da:
- Joan Triadú
- Isabel-Clara Simó
- Salvador Cardús i Ros
- Jordi Font
- Parícia Gabancho
- Josep Maria Lopez Llaví
- Albert Manent i Segimon
- Isidor Marí
- Fèlix Martí
- Jordi Porta i Ribalta
- Jordi Sanchez
- Abelard Saragossà
- Josep Maria Terricabras i Nogueras
- Miquel Sellarès
- Vicenç Villatoro i Lamolla
- Carlo Sechi

## Obiettivi
Obiettivi perseguiti sono:
- Verificare che il catalano si formi come un linguaggio comune, cioè dalla coesione e dall'interrelazione sociale tra tutte quelle persone che condividono l'uso della lingua catalana
- Garantire e promuovere l'uso della lingua catalana in tutti gli ambiti, essendo questa la lingua ufficiale del popolo catalano
- Promuovere i diritti linguistici e culturali delle persone che parlano catalano e/o che vivono in territori dove si parla la suddetta lingua.
- Dar impulso e collaborare con le campagne di normalizzazione linguistica della lingua catalana.
- Interessarsi alle problematiche della società catalana affinché si possa contribuire al miglioramento dell'uso del catalano, d'accordo con gli obiettivi dell'organizzazione.

L'organizzazione dichiara di seguire il criterio del cosiddetto “attivismo linguistico”. Infatti, secondo i principi che reggono la Piattaforma, il benessere della lingua catalana è una responsabilità che non può essere delegata ai regolatori né tanto meno alle amministrazioni pubbliche. Al contrario spetta alla società civile svolgere il ruolo principale di reclamare il ripristino dei diritti linguistici.